# Kweekschool (Stellenbosch)
De Kweekschool (Afrikaans: Kweekskool) in Stellenbosch is het oudste opleidingsinstituut in Zuid-Afrika voor predikanten van de Nederduits Gereformeerde Kerk. De Kweekschool maakt tegenwoordig deel uit van de faculteit theologie van de Universiteit Stellenbosch.

## Idee
Dr. Abraham Faure wordt beschouwd als de bedenker van de instelling, omdat hij reeds in 1824 een pleidooi in Het Nederduitsch Zuid-Afrikaansch Tijdschrift gehouden had voor de oprichting van een onderwijsinstelling voor Nederlandstalige predikanten in Zuid-Afrika. Het artikel diende als voorbereidingswerk voor de eerste synode van de Kaapse Kerk, die later dat jaar gehouden werd. Een commissie werd tijdens deze synode benoemd om een concept-reglement voor de onderwijsinstelling op te stellen.
Tijdens de daarop volgende synode kwam de zaak opnieuw ter sprake en werden allerlei plannen beraamd om de oprichting van de kweekschool voor Nederlandstalige predikanten uit te voeren. Maar omdat de Britse overheid vanwege zijn politiek van verplichte verengelsing niet bereid was enige geldelijke steun te verlenen, moest tijdens de synode in 1834 besloten worden om het ideaal te laten varen.

## Problemen
Tegen 1847 ontstond er een ernstig gebrek aan predikanten. Tijdens de synode in 1824 waren er slechts 14 Kaapse gemeenten, maar in 1847 waren er al meer dan dertig in de Engelse Kaapkolonie en een in Natal met tal van leden die elders in het land voorzien moesten worden. Een andere, ernstige reden was de invloed van het liberalisme aan de universiteiten in Nederland waar Zuid-Afrikaanse studenten moesten gaan studeren. Daarom kwam de Synodale Commissie tijdens de synode van 1852 met de eerste benoemingen voor een kweekschool in Stellenbosch. De gevraagde predikanten, ds. Nicolaas Beets en ds. F.G. van der Ham, hebben echter allebei bedankt.
Hierna ontstond een pennenstrijd in onder meer de Zuid-Afrikaanse editie van de Kerkbode over de beoogde stichting van de school. Vele kerkleden vonden dat slechts twee hoogleraren te weinig zou zijn om het werk te doen, en dat het lerarenkorps aan de Kaap daardoor zou leeglopen. Anderen vermoedden dat de Nederlandse theologische universiteiten de voornaamste geloofstradities zouden loochen en dat de Kerk in Zuid-Afrika hier tegenover machteloos zou staan.

## Uitvoering en stichting

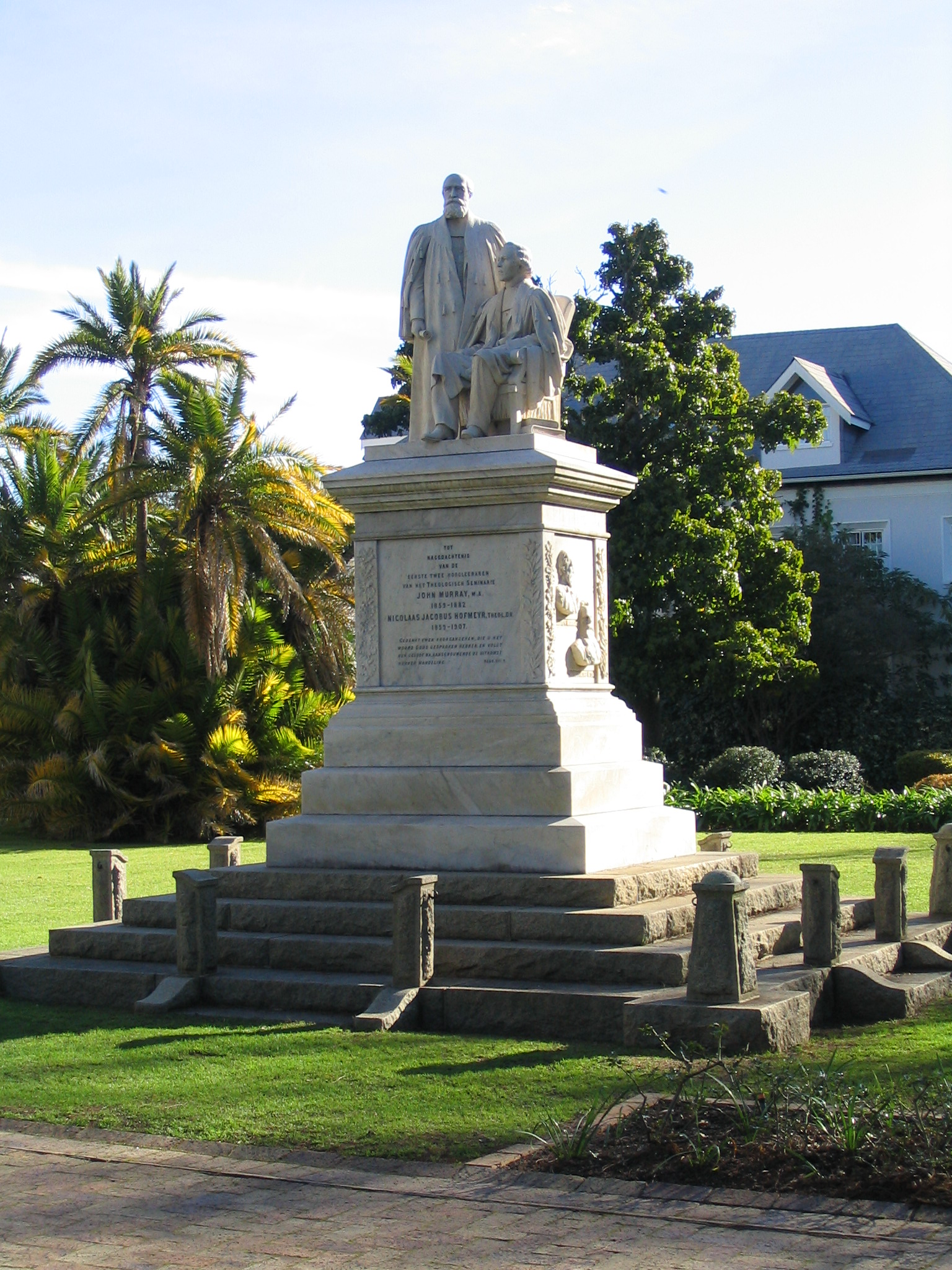
Beeld in de tuin van het seminarie ter nagedachtenis aan de eerste twee hoogleraren, ds. Gottlieb Wilhelm Anthonie van der Lingen uit Paarl en ds. John Murray uit Burgersdorp.

Uiteindelijk werd op de synode in 1857 met grote meerderheid besloten om het Theologische Seminarium zonder vertraging op te richten. De Synodale Commissie benoemde ds. Gottlieb Wilhelm Anthonie van der Lingen uit Paarl en ds. John Murray uit Burgersdorp als eerste hoogleraren. Van der Lingen bedankte echter ook en ds. N.J. Nijs werd zijn vervanger. Een derde professor zou ingesteld worden zodra de middelen toereikend waren en de instelling zou op 1 november 1858 open. Aangezien geen studenten zich aangemeld hadden, kon de geplande opening niet doorgaan.
De daaropvolgende jaren werden vier studenten toegelaten en op 1 november 1859 vond dan toch de opening plaats. Een grote schare mensen uit het dorp en de omliggende delen kwamen bijeen in de kerk. Na het openingsgebed van Abraham Faure hield professor Hofmeyr een opvallende feestrede naar aanleiding van 1 Kor. 3:9. Daarna vond er een optocht door erebogen naar de Kweekschool plaats, terwijl ongeveer 40 meisjes bloemen over de processie strooiden.

## Eerste vier studenten
De eerste vier studenten aan de Kweekschool waren:
- Ds. C.S. Morgan, later predikant van Middelburg, Rouxville, Bloemfontein en Robbeneiland.
- Ds. W. Robertson, later predikant van St. Stephen's, Tulbagh, Calvinia en Petrusburg.
- Ds. E.Z.J. de Beer, later predikant van Simonstad, Dordrecht, Drieankerbaai, Barberton en Pietermaritzburg.
- Ds. W.P. Rousseau, later predikant van Clanwilliam, Simonstad, Hopetown, Albanië en Pietermaritzburg.